# جشنواره بین‌المللی فیلم دهوک
جشنواره بین‌المللی فیلم دهوک که با یاد یولماز گونای کارگردان سرشناس برنده جایزه نخل طلای جشنواره بین‌المللی فیلم کن فرانسه در سال ۱۹۸۲ و با هدف پل ارتباطی میان کارگردان کُرد و کارگردانان سراسر جهان و همچنین ایجاد تبادل فرهنگی میان ملت‌های مختلف دنیا تأسیس شده‌است.
این جشنواره در قالب فیلم‌های بلند سینمایی، کوتاه و مستند در بخش‌های مختلف رقابتی و غیر رقابتی از جمله بخش رقابتی سینمای جهان، بخش رقابتی سینمای کُردی، چشم‌انداز سینمای جهان، پانورامای سینمای کردستان و بخش نمایش ویژه در سالن کنگره دانشگاه دهوک و مرکز مازی مول برگزار می‌شود.